# Сердінов Андрій Вікторович
Андрій Вікторович Сердінов (17 листопада 1982, Луганськ) — український плавець, Заслужений майстер спорту України, призер Олімпійських ігор. Рекордсмен світу на дистанції 100 метрів батерфляєм (встановив у першому напівфіналі на Олімпійських іграх 2004 року, у другому напівфіналі його рекорд був побитий американським плавцем Майклом Фелпсом)
Андрій Сердінов тренується в спортивному клубі Збройних Сил України в Дніпропетровську.
Загалом він представляв Україну на трьох Олімпіадах. Бронзову олімпійську медаль Сердінов виборов на афінській Олімпіаді в плаванні на 100 метрів стилем батерфляй.
З 2010 року Андрій — директор плавального басейну Метеор у Дніпропетровську.

## Ранні роки
Андрій Сердінов народився і виріс в місті Луганську. Почав займатися плаванням в 6 років в басейні «Трудові резерви». Після 4-го класу перейшов у спортивний клас, у 5-му і 6-му навчався в спортшколі № 26 (Луганськ).
Першим тренером став Твердушкін Іван Семенович. У 7-му класі Сердінов перевівся в «Училище олімпійського резерву» (ЛУОР), яке закінчив у 2000 році. Там він продовжив тренування під керівництвом заслуженого тренера України Булкіна Едуарда Сергійовича. Надалі саме він був поруч зі спортсменом аж до завершення його спортивної кар'єри у 2009 році. Другим тренером в національній збірній команді України з плавання став заслужений тренер України і Болгарії Сивак Іван Григорович.
У 2000 році вступив в «Луганський національний педагогічний університет імені Шевченка Т. Г.», закінчивши його у 2005 році за спеціальністю «Фізичне виховання і спорт». З 2009-го по 2011-й навчався в «Міжнародному інституті менеджменту» (МІМ-Київ) за спеціальністю «Менеджер бізнес-адміністрування».

## Спортивна кар'єра і громадська діяльність
- З 1998 по 2009 рік був членом національної збірної команди України з плавання.
- З 2002-го по 2006-й уклав ексклюзивний контракт, ставши представником і офіційною особою італійської компанії «DIANA» (спеціалізований одяг для плавання).
- 2009—2013 рр. — директор Палацу водних видів спорту спортивного комплексу «Метеор», ДП ВО «ПМЗ ім. А. М. Макарова» (Дніпро).
- З 2013 по 2016 рік був головним тренером національної збірної команди України з плавання.
- У 2016—2017 роках працював спортивним директором в міжнародній компанії «Академія Олександра Попова» (Єкатеринбург), що спеціалізується на будівництві і реконструкції басейнів. В рамках цієї посади займався організаційними питаннями і проведенням всеукраїнських змагань з плавання «Кубка Олександра Попова».
- З 2017 по 2018 роки був на посаді спортивного директора компанії «Атлетта» (Санкт-Петербург), що спеціалізується на організації та проведенні спортивних таборів, конференцій, майстер-класів.
- У 2018 році засновник і співзасновник компанії «Daily Sport» з долевим участю 51 % на 49 %, яка є організатором спортивних зборів, таборів, семінарів з участю відомих спортсменів. Покинув компанію у 2019 році.
- У 2019-му відкрив компанію «Аква Спорт» (Aqua Sport [Архівовано 17 листопада 2021 у Wayback Machine.]). Фірма спеціалізується на організації спортивно-оздоровчих таборів з плавання для дітей, проведенні різних спортивних змагань, майстер-класів, тренувань під керівництвом призерів Олімпійських ігор, чемпіонів світу та Європи. Є її беззмінним керівником і понині.

Крім цього, працює коментатором спортивних заходів на телебаченні, займався організацією і проведенням конференцій з плавання в Казахстані, в Києві. Є викладачем Вищої школи тренерів м. Мінськ.
- У період з 2008 до 2016 року входив до складу президії федерації плавання України. У період 2013—2016 рр. обіймав посаду голови тренерської ради федерації плавання України.

## Рекорди і досягнення
На Чемпіонаті України (м. Миколаїв) 26 березня 1998 року виконав норматив «Майстра Спорту України».
У 1999 році в складі національної збірної команди України виграв золоту медаль на чемпіонаті Європи серед юніорів, який проходив у Москві (Росія) в басейні «Олімпійський».
На чемпіонаті Європи (м. Гельсінкі) в 2000 році виконав норматив «А» і посів 6 місце в фіналі на дистанції 100 батерфляй, що дозволило отримати ліцензію для участі в Олімпійських іграх 2000 року в м. Сідней (Австралія). У складі збірної команди України виборов бронзову нагороду в естафетному плаванні 4х100 метрів комбінована.
Також у 2000 році виконав норматив Майстра спорту міжнародного класу з плавання. На чемпіонаті Європи серед юніорів у 2000 році в м. Дюнкерк (Франція) завоював дві золоті нагороди на дистанціях 50 і 100 батерфляй, встановивши два юнацьких рекорди чемпіонатів Європи.
У 2001 році на Всесвітній Універсіаді в Кореї зайняв 2 місце на дистанції 100 м батерфляй, поступившись всього 0,1 секундою переможцеві.
У 2002 році зайняв друге місце на чемпіонаті Європи в Берліні (Німеччина) на дистанції 100 м батерфляй з результатом 52,28.
У 2003 році виграв два перших місця на Всесвітніх військових іграх на дистанціях 50 і 100 метрів батерфляй. Сердінов Андрій є капітаном запасу збройних сил України.
Представляв Україну на трьох Олімпіадах:
- Сідней (2000 р.)
- Афіни (2004 р.). Команда з його участю стала фіналістом в естафеті «4 по 100 метрів комбінована», зайнявши в загальному рейтингу 6-е місце. Сердінов завоював бронзову медаль у плаванні на 100 метрів стилем батерфляй.
- Пекін (2008 р.). Зайняв 7-ме місце в фіналі, показавши результат 51, 59 с на дистанції 100 м батерфляєм.

Є триразовим рекордсменом Європи з плавання 100 м батерфляй, а також естафети 4 по 100 метрів комбінована (Шанхай, 2006 р.). У Шанхаї на «Чемпіонаті світу з плавання на короткій воді» команда за участю Андрія Сердінова в категорії «Комбінована естафета» (4х100 м) завоювала бронзу з результатом 3:28:62.
Завершив спортивну кар'єру в 2009 році після Олімпійських ігор в Пекіні, де показав свій найкращий результат на дистанції 100 м батерфляєм — 51,10.

## Рекорд Чемпіонату світу і Олімпійських ігор
25 липня 2003 року Андрій Сердінов в півфіналі на Чемпіонаті світу з водних видів спорту (FINA World Championship, Barcelona) побив світовий рекорд Майкла Клима, який тримався з 1999 року, показавши результат 51,76 с на дистанції 100 метрів батерфляєм. Але на тому ж змаганні його рекорд був побитий — Майкл Фелпс, американський плавець, пройшов дистанцію за 51,47. На тому ж чемпіонаті рекорд Фелпса був побитий його співвітчизником — Ян Крокер показав результат 50.98, встановивши новий світовий рекорд. За всю історію плавання це унікальний випадок, коли на одній дистанції і на одних змаганнях три різних спортсмена побили рекорд світу декілька разів. Рекорд світу Сердінова Андрія увійшов в історію як рекорд світу, який простояв найкоротший час — 300 секунд.
Аналогічна ситуація склалася на Олімпійських іграх в Афінах (2004 р.). Андрій Сердінов встановив рекорд Олімпійських ігор в півфіналі в першому запливі на дистанції 100 метрів батерфляєм (50,8), але вже в другому запливі американець Майкл Фелпс покращив рекорд.